# 1970年の日本競馬
1970年の日本競馬（1970ねんのにほんけいば）では、1970年（昭和45年）の日本競馬界についてまとめる。馬齢は旧表記で統一する。
1969年の日本競馬 - 1970年の日本競馬 - 1971年の日本競馬

## できごと

### 1月 - 3月
- 1月5日 - 降雪のため、中央競馬の1回小倉2日開催が中止される。以後の開催日程を順送りし、1月15日に小倉4日が開催されてから正常に戻った[1]。
- 1月16日 - 東京都が、同年より都営競馬の開催日数を減ずる計画を農林省に提出する[1]。
- 2月17日 - 中央競馬の坂田正行騎手がニュージーランドのテラパ競馬場で行われた国際騎手招待競走に出場する。結果は11着[1]。
- 2月22日 - 小倉競馬の第2競走で枠連3-8が123,410円の高配当を記録。これは当時の連勝複式最高の払戻金であった[1]。

### 4月 - 6月
- 4月1日
  - 岐阜県地方競馬組合が設立される[1]。
  - 公営競馬において、連勝単式勝馬投票券が廃止される[1]。
- 4月4日 - 銀座サービスステーションの内装工事が完成、業務が再開される[1]。
- 5月31日 - 日本中央競馬会元理事長安田伊左衛門の功績を称える「安田翁を偲ぶ会」が東京競馬場で開催される[1]。
- 6月10日 - 装蹄師法が廃止される[1]。

### 7月 - 9月
- 8月1日 - 財団法人地方競馬共済会が設立される[1]。
- 9月18日 - 第9回アジア競馬会議がシンガポールとマレーシアのクアラルンプールで開催され、日本からは日本中央競馬会の山野冨次郎常務理事らが出席した[1]。
- 9月30日 - 全国公営競馬調騎会連合会が発足する[1]。

### 10月 - 12月
- 10月26日 - 中京競馬場のスタンドの改築と馬場改造工事が終わり、竣工式が行われる[1]。
- 12月5日 - 錦糸町場外発売所でトータリゼータシステムによる発売が開始される[1]。

## 競走成績

### 中央競馬の主な競走
- 第30回桜花賞（阪神競馬場・4月5日）優勝 : タマミ（騎手 : 高橋成忠）
- 第30回皐月賞（中山競馬場・4月12日）優勝 : タニノムーティエ（騎手 : 安田伊佐夫）
- 第61回天皇賞（春）（阪神競馬場・4月29日） 優勝 : リキエイカン（騎手 : 高橋成忠）
- 第31回優駿牝馬（オークス）（東京競馬場・5月17日) 優勝 : ジュピック（騎手 : 森安重勝）
- 第37回東京優駿（日本ダービー）（東京競馬場・5月24日) 優勝 : タニノムーティエ（騎手 : 安田伊佐夫）
- 第11回宝塚記念（阪神競馬場・5月31日）優勝：スピードシンボリ（騎手：野平祐二）
- 第31回菊花賞（京都競馬場・11月15日） 優勝 : ダテテンリュウ（騎手 : 宇田明彦）
- 第1回ビクトリアカップ（京都競馬場・11月22日） 優勝 : クニノハナ（騎手 : 目野哲也）
- 第62回天皇賞（秋）（東京競馬場・11月29日） 優勝 : メジロアサマ（騎手 : 池上昌弘）
- 第15回有馬記念（中山競馬場・12月20日） 優勝 : スピードシンボリ（騎手 : 野平祐二）

### 中央競馬・障害
- 第64回中山大障害（春）（中山競馬場・4月5日）優勝 : ハセタカラ（騎手 : 法理弘）
- 第65回中山大障害（秋）（中山競馬場・12月27日）優勝： リクオー（騎手：千田能照）

## 表彰

### 啓衆社賞
- 年度代表馬・最優秀5歳以上牡馬 スピードシンボリ
- 最優秀3歳牡馬 ロングワン
- 最優秀3歳牝馬 スズランパス
- 最優秀4歳牡馬 タニノムーティエ
- 最優秀4歳牝馬・最良スプリンター タマミ
- 最優秀5歳以上牝馬 該当馬なし
- 最優秀障害馬 キングスピード
- 最優秀アラブ ムツミシゲル

## 誕生
この年に生まれた競走馬は1973年のクラシック世代となる。

### 競走馬
- 2月21日 - スマノダイドウ、テュデナム
- 3月6日 - ハイセイコー
- 3月12日 - イチフジイサミ
- 3月16日 - スカイリーダ
- 3月24日 - タケホープ
- 3月27日 - ナスノチグサ
- 3月28日 - シルバーランド
- 3月29日 - ホウシュウエイト
- 3月30日 - ゴールドイーグル
- 4月4日 - ボージェスト
- 4月11日 - ヤマブキオー
- 4月19日 - キシュウローレル
- 4月24日 - ニットウチドリ
- 4月25日 - カミノテシオ
- 5月12日 - ホワイトフォンテン
- 5月13日 - マミーブルー
- 6月2日 - レッドイーグル

### 人物
- 1月5日 - 真島正徳騎手（佐賀）
- 1月21日 - 赤木高太郎騎手（JRA）
- 1月27日 - 西川敏弘騎手（高知）
- 2月10日 - 菊沢隆徳騎手、調教師（JRA）
- 2月24日 - 矢野英一調教師（JRA）
- 3月2日
  - 町田義一騎手（JRA）
  - 庄野靖志調教師（JRA）
- 3月11日 - 小池隆生騎手（JRA）
- 3月28日 - 山口勲騎手（佐賀）
- 6月2日 - 松山将樹調教師（JRA）
- 7月26日 - 内田博幸騎手（JRA）
- 7月29日 - 羽月友彦調教師（JRA）
- 8月1日 - 小野次郎騎手、調教師（JRA）
- 9月17日 - 佐藤哲三騎手（JRA）
- 11月10日 - 市村誠騎手、調教師（大井）
- 11月18日 - 角田晃一騎手、調教師（JRA）

## 死去

### 競走馬
- 2月15日 - ミスブゼン
- 8月8日 - トサミドリ
- 12月13日 - ソロナウェー